# Ranunculus dongrergensis
Ranunculus dongrergensis är en ranunkelväxtart som beskrevs av Hand.-mazz.. Ranunculus dongrergensis ingår i släktet ranunkler, och familjen ranunkelväxter. Utöver nominatformen finns också underarten R. d. altifidus.